# Gertrude Blanch
Gertrude Blanch, all'anagrafe Gittel Kaimowitz (Kolno, 2 febbraio 1897 – San Diego, 1º gennaio 1996), è stata una matematica russa naturalizzata statunitense, famosa per il suo lavoro pionieristico nell'analisi numerica e nel calcolo computazionale. È stata a capo del Mathematical Tables Project di New York fin dalla sua nascita. Ha lavorato in seguito alla UCLA come ricercatrice presso la divisione informatica ed è stata a capo della ricerca matematica per il laboratorio di ricerca aerospaziale presso la base aeronautica di Wright-Patterson a Dayton, nell'Ohio.

## Biografia
Gertrude Blanch nacque a Kolno, città della Polonia, ma che a quel tempo era inserita all'interno dell'Impero russo. I suoi genitori erano Wolfe Kaimowitz e Dora Blanc, e lei era la più giovane dei loro sette figli. Il padre emigrò per primo negli Stati Uniti, con l'intenzione di farsi poi raggiungere in seguito dalla moglie e dai figli.
Gertrude Blanch aveva circa 10 anni quando arrivò negli Stati Uniti. Frequentò le scuole pubbliche a New York City e successivamente, nel 1914, si diplomò alla Eastern District High School di Brooklyn. Più tardi quell'anno suo padre morì, così Gertrude decise di cercare un lavoro per sostenere la sua famiglia. Lavorò per quattordici anni come commessa, risparmiando denaro per i suoi studi. Nel 1932 conseguì la Laurea in Matematica con una specializzazione in Fisica presso la New York University. Nello stesso anno cambiò il suo cognome da Kaimowitz a Blanch, cognome americanizzato della madre. Ottenne il Dottorato di Ricerca in geometria algebrica nel 1935, presso la Cornell University.

## Carriera
Agli inizi della sua carriera, Gertrude Blanch lavorò come tutor al posto di un collega in congedo all'Hunter College di New York; poi, nel 1938, iniziò a lavorare al Mathematical Tables Project della WPA, per la quale venne appuntata come "Director of Mathematics" e "Manager of Computation". Il suo ruolo prevedeva la progettazione e lo sviluppo di algoritmi che venivano poi eseguiti da gruppi di calcolatori sotto la sua direzione. Molti di questi computer possedevano solo abilità matematiche rudimentali, ma gli algoritmi e il controllo degli errori nel Mathematical Tables Project erano così ben progettati che il loro output definì la soluzione standard della funzione trascendentale per decenni. Questo progetto divenne in seguito il laboratorio di calcolo del National Bureau of Standards.
Il Mathematical Tables Project divenne un'organizzazione indipendente in seguito alla chiusura del WPA alla fine del 1942. Durante la seconda guerra mondiale, operò come grande ufficio di calcolo per il governo degli Stati Uniti, venendo utilizzato dall'Ufficio per la ricerca scientifica e lo sviluppo per l'Esercito, la Marina e per il Progetto Manhattan. Gertrude Blanch guidò il progetto durante tutta la seconda guerra mondiale.
Dopo la guerra, la carriera di Blanch fu ostacolata da alcuni sospetti dell'FBI che la accusavano di essere segretamente comunista. L'evidenza di questo era però scarsa (per esempio non si era mai sposata e non aveva avuto figli, e sua sorella era affiliata al Partito Comunista).
Successivamente, Gertrude Blanch lavorò per l'Institute for Numerical Analysis presso la UCLA e per l'Aerospace Research Laboratory presso la Wright-Patterson Air Force Base di Dayton, nell'Ohio. Fu uno dei primi membri dell'ACM.